# Tina Vrbnjak
Tina Vrbnjak, slovenska gledališka in filmska igralka.

## Življenjepis
Obiskovala je Drugo gimnazijo Maribor; v tretjem letniku gimnazije je prvič nastopila v gledališču, in sicer na odru Slovenskega mladinskega gledališča. Nato se je vpisala na študij na Akademijo za gledališče, radio, film in televizijo v Ljubljani. Od leta 2009 je članica ansambla ljubljanske Drame. Poleg tega je večkrat gostovala v Slovenskem mladinskem gledališču, Gledališču Glej in Cankarjevem domu. Poleg gledališča se posveča tudi filmu in sinhronizaciji risank na TV Slovenija, nastopa pa tudi na televiziji, na primer v nadaljevankah Ja, Chef! in Gospod profesor.

## Televizijske vloge
- Ja, Chef!, 2021–2023, v vlogi Saše[5]
- Gospod profesor, 2022–2023, v vlogi Klavdije Jaklič[5]

## Nagrade
- 2025 – nagrada Združenja dramskih umetnikov Slovenije »Duša Počkaj« za dveletno obdobje [4]
- 2024 – nagrada 54. Tedna slovenske drame za najboljšo igralko za vlogi Pokojne matere, prve Rimljanke, in Prvega oznaša v uprizoritvi Mrakijada (SNG Drama Ljubljana) [4]
- 2023 – veliki plan Društvo slovenskih avdiovizualnih igralcev[3]
- 2016 – nagrada Veljka Maričića za najboljšo mlado igralko, 23. Mednarodni festival malih odrov, Reka: za vlogo Julie v predstavi Ponorela lokomotiva (SNG Drama)[3]
- 2014 – mladi talent Elle Style Awards 2014 (Elle), Ljubljana[3]